# Dassault Falcon 20
Dassault Falcon 20 — французский реактивный административный самолёт, первый в семействе административных самолётов от Dassault Aviation. Выпускался компанией Dassault Aviation и получил обозначение Mystere-Falcon 20 (Mystere — во Франции, а Falcon — для продаж на экспорт).
Опытный образец самолёта совершил свой первый полёт в 1963 г.
Была разработана модификация серии Falcon 200, которая заменила в 1983 году на сборочной линии самолёт Falcon 20F после поставки 473 экземпляров.

## История и развитие
Марсель Дассо получил возможность для производства 8—10-местного эксклюзивного самолёта или военного связного самолёта Dassault-Breguet Mystere 20 в декабре 1961 года. Mystere 20 был низкокрылым монопланом с двумя двигателями Pratt & Whitney JT12A-8, расположенными сзади. Прототип, который был зарегистрирован как F-WLBK, впервые полетел 4 мая 1963 года с аэропорта Bordeaux-Merignac. Под влиянием авиакомпании Pan American двигатели у самолёта сменили на General Electric CF700 (этот двигатель использовался и в земной тренировочной версии американского лунного модуля), из-за этого самолёт несколько увеличили. После этого Pan American подписал контракт на распространение Mystere 20 на западе и, одновременно, заказал 40 самолётов с опцией до 120. Самолёт с новыми двигателями впервые полетел 10 июля 1964 года. Первый произведенный самолёт полетел 1 января 1965 года и обе, французская и американская, сертификации были завершены в июне 1965 года. 10 июня 1965 года Jacqueline Auriol установила женский мировой рекорд скорости на круговой дистанции в 1000 км, на прототипе Mystere 20, средняя скорость вышла 859 км/ч. Этот же прототип снимали в комедии «Как украсть миллион» 1966 года. В 1966 году начались поставки Pan American с дооснащением самолётов в аэропорту Бурбанк, Калифорния. Сначала самолёт назывался Fan Jet Falkon, и только позднее его стали называть просто Falkon 20. Также приняли заказы от австралийских и канадских военных. Все неамериканские самолёты дооборудовались перед поставкой в аэропорту Бордо-Меридьяк. В 1967 году отделение Pan American, отвечающее за бизнес-джеты, повысило свои заказы до 160 единиц.
Некоторые Falkon 20-е, оснащённые двигателями General Electric CF700, были переоборудованы под двигатели Garrett TFE731 (они также использовались в learjet 31/35/C-21) по AMD-BA сервисному бюллетеню номер 731. Эти самолёты были переобозначены с добавлением «-5» после номера модели. Volpal, inc. работала над программой перевода Falkon 20 на двигатели Pratt & Whitney Canada PW305, но программа была остановлена до получения сертификата типа в FAA.
Сертификат типа SA5858SW FAA позволял устанавливать на Falcon-ах: Fan Jet Falcon, Fan Jet Falcon серия D, Fan Jet Falcon серия E подкрыльевые пилоны. Эти модификации Falcona часто использовались при использовании самолёта на специальных миссиях, где оборудование подвешивалось как раз на этих пилонах.
Улучшенный Falcon 200 имел лучшие двигатели (более экономичные) и другие основные изменения, способствующие повышению дальности полёта этого самолёта, объёма и улучшению комфорта. Этот самолёт имел такой успех, что его производство продолжилось до 1988 года, когда его сменила более новая модель. Охрана побережья Соединённых Штатов использует самолёты, называемые HU-25 Guardian, для обнаружения терпящих бедствия, отслеживания путей судов и самолётов в прибрежном пространстве США. Falcon 20G, HU-25 и Falcon 200 используют двигатель Garrett ATF3 (основное его применение как раз Falcon).
473 Falcon 20 и 35 Falcon 200 было построено перед окончанием их выпуска в 1988 году.
Позднее появились укороченная версия Dassault Falcon 10, увеличенная 30-местная версия Falcon 30 (не развивалась) и улучшенная трёхдвигательная версия Dassault Falcon 50, которая и развивалась далее.
В 2012 году Falcon 20 стал первым самолётом, летавшим на 100 % биотопливе, когда выполнял тестовые полёты для канадского национального исследовательского совета.

## Варианты
Mystere/Falcon 20
Прототип, всего 1 построен. Регистрация F-WLKB. Сегодня хранится в музее авиации в Ле-Бурже.
Mystere/Falcon 20C
Начальная производимая версия. Известна под именем Standart Falcon 20 оба экземпляра конвертированы в модель D.
Falcon 20 CC
Один самолёт, подобный 20С, только с шинами пониженного давления.
Mystere/Falcon 20D
Двигатели с большей тягой (General Electric GF700-2D) и меньшим специфическим топливным потреблением, дополнительный объём топливных баков.
Mystere/Falcon 20E
Двигатели с большей тягой (аналогично 20D), повышенный вес снаряженного самолёта без топлива.
Mystere/Falcon 20F
Предкрылки на весь размах крыльев, увеличенный объём баков.
Falcon 20FH
Оригинальное обозначение для прототипа Falcon 200.
Falcon 20G
Модификация для морского патрулирования и наблюдения, оснащённая двигателями Garrett AiResearch ATF3-6-2C.
Falcon 20H
Оригинальное обозначение для Falcon 200.
Falcon 200
Улучшенный вариант, оснащённый двумя двигателями Garrett ATF3-6A-4C 2360 кг статической тяги, увеличенный объём топливных баков. Первый полёт 30 апреля 1980 года.
Falcon ST
Это обозначение получили самолёты Falcon 20, использовавшиеся французскими военными как учебный самолёт. Самолёт был оснащён военным радаром и навигационными системами от Mirage IIIE.
HU-25A Guardian
Версия 20G для охраны побережий США. Построен 41 экземпляр. Оснащались двигателями Garrett AiResearch Garrett ATF3-6-2C.
HU-25B Guardian
Версия для контроля загрязнений рядом с побережьями США. 7 экземпляров переделаны из HU-25A. Под фюзеляжем был установлен радар.
HU-25C Guardian
Версия самолёта для борьбы с наркотрафиком, оснащённая поисковым радаром Westinghouse APG-66 и турелью с инфракрасной системой наблюдения. 9 HU-25A переделаны.
HU-25C+ Guardian
Улучшенная версия с радаром AN/APG-66(V)2 и новой инфракрасной турелью. Все девять улучшены.
HU-25D Guardian
Улучшения HU-25A. Оснащены AN/APS-143B(V)3 (ISAR) радаром и подобными турелями, как и в C+. 15 улучшены.
Guardian 2
Модификация для морского патрулирования и наблюдения на основе Falcon 200. Никогда не производился.
CC-117
Обозначение канадских военных для Falcon 20C 1970-х годов.
Fan Jet Falcon
Под этим названием Falcon продавался в Северной Америке.
Falcon Cargo Jet
Конверсия Falcon в лёгкий грузовой самолёт. Большое число купленных изменённых самолётов числится за Federal Express для ночных перевозок.
Falcon 20C-5, 20D-5, 20E-5, 20F-5
Это тот же Falcon 20, оснащённый двигателем Garrett TFE-731-5AR-2C или TFE-731-5BR-2C. Также включает доработки систем отбора воздуха, противооблединительной системы, гидравлики, топливной, электрические и системы контроля двигателя и добавление системы контроля тяги двигателей на взлёте.

## Аварии и катастрофы
По состоянию на 29 июня 2020 года в различных авариях и катастрофах было потеряно 48 самолётов Falcon 20 различных модификаций. При этом погиб 71 человек. 

## Технические и лётные данные (Falcon 20F)

### Общие характеристики
- Экипаж: 2 пилота
- Пассажировместимость: 8—14 пассажиров
- Длина: 17,15 метров
- Размах крыльев: 16,3 метра
- Высота: 5,32 метра
- Площадь крыльев: 41 квадратный метр
- Пустой вес: 7350 кг
- Максимальный взлётный вес: 13000 кг
- Тип двигателя: 2 ТРДД General Electric CF700-2D-2
- Тяга: 2×2041 кгс

### Пилотажные характеристики
- Максимальная скорость: 862 км/ч (максимальная крейсерская) на высоте 6100 метров
- Крейсерская скорость: 750 км/ч (экономическая крейсерская) на высоте 12200 метров
- Скорость сваливания: 152 км/ч (при полностью выпущенных закрылках, шасси)
- Практическая дальность: 3350 км
- Практический потолок: 12800 м

## Похожие самолёты
- Hawker 800

## Список гражданских самолётов
- англ.  List of civil aircraft